# Фёдорова, Елена Олеговна
Елена Олеговна Фёдорова (укр. Олена Олегівна Федорова, род. 14 ноября 1986, Николаев) — украинская прыгунья в воду, неоднократный призёр чемпионатов мира и Европы, участница четырёх летних Олимпийских игр. В синхронных прыжках выступала в паре с Анной Письменской. Представляет ФСТ «Украина».

## Биография
Прыжками в воду Фёдорова начала заниматься в шесть лет в родном Николаеве. До 2001 года тренировалась под началом Татьяны Осиповны Марьянко, затем с ней стал работать Владимир Алексеевич Молчанов. Училась в Николаевском государственном университете имени В. А. Сухомлинского. В 2002 году дебютировала на международных соревнованиях. В 2004 году состоялся её дебют на летних Олимпийских играх, тогда Фёдорова не смогла квалифицироваться в финал. На трёх последующих Олимпиадах она выходила в финал, лучшие результаты показала на Олимпийских играх 2012 года в Лондоне, где заняла 6-е место в синхронных прыжках и 9-е место в индивидуальных.
На летних Олимпийских играх 2016 года в Рио-де-Жанейро Елена Фёдорова вновь выступала только в индивидуальных прыжках. Украинская прыгунья смогла преодолеть два предварительных раунда и выйти в финал соревнований. Однако побороться за медали у Фёдоровой не получилось. После первых двух прыжков украинка занимала заключительное 12-е место, отставая от третьего места на 30 баллов. Следующие три прыжка существенно не изменили положение в турнирной таблице и по итогам соревнований Фёдорова заняла 11-е место, опередив в финале только американскую прыгунью Эбигейл Джонстон
В апреле 2017 года Фёдорова взяла паузу в спортивной карьере по причине беременности. В сентябре 2018 года вернулась к тренировкам, а с 2019 года вновь начала выступления на международных соревнованиях. Принимала участие в чемпионате мира. Стала серебряным призёром домашнего чемпионата Европы в Киеве в прыжках с метрового трамплина.